# Rózsabokorba jöttem a világra
A Rózsabokorba jöttem a világra egy csárdás. Csepreghy Ferenc A piros bugyelláris című népszínművében adták elő 1878. november 29-én a Népszínházban.
Feldolgozás:
| Szerző        | Mire          | Mű                   |
| ------------- | ------------- | -------------------- |
| Farkas Ferenc | ének, zongora | 50 csárdás, 2. kotta |

## Kotta és dallam
Rózsabokorba jöttem a világra,

nem dajkált az édesanyám hiába.

Járt utánam három falu legénye,

én meg csak úgy hitegettem, csalogattam, válogattam belőle.

## Felvételek
- Rózsabokorba jöttem a... Énekel: Kállai Bori  YouTube (2010. március 6.)  (Hozzáférés: 2016. április 10.) (videó)
- Rózsabokorba jöttem a világra... Énekel: Bognár Rita, kísér Szalai Antal és cigányzenekara  YouTube (2011. október 2.)  (Hozzáférés: 2016. április 10.) (videó) 1:11-ig.
- Rózsabokorba jöttem a világra. Lakatos Sándor és zenekara  YouTube (1969. március 24.)  (Hozzáférés: 2016. április 10.) (audió)
- Rózsabokorba jöttem a világra. Délibáb együttes  YouTube (2008. július 3.)  (Hozzáférés: 2016. április 10.) (videó) 1:46-ig.